# Nicola Lagioia
Nicola Lagioia, también escrito La Gioia (Bari, 7 de abril de 1973) es un escritor, periodista y actor italiano, director de la Feria Internacional del Libro de Turín desde 2017.

## Trayectoria
Lagioia es licenciado en Derecho por la Universidad de Bari. Como escritor, debutó en 2001 con la novela Tre sistemi per sbarazzarsi di Tolstoj (senza sparre se stessi). En 2004, publicó Occidente per principianti, con el que ganó el premio Scanno, el premio Napoli y logró ser finalista del premio Bergamo y en 2009 publicó la novela Riportando tutto a casa (Einaudi), por la que obtuvo el premio Viareggio. También ganó el Súper Premio Vittorini y el Premio Volpini.
Ha publicado cuentos en diversas antologías, entre ellas Patrie impure (Rizzoli, 2003 ), La qualità dell'aria (minimum fax, 2004 ), que editó junto con Christian Raimo, Semi di fico d'India (Nuovadimensione, 2005 ), Perifefie ( Laterza, 2006 ), Deandreide, dedicada a Fabrizio De André ( Biblioteca Universale Rizzoli, 2006 ), Ho visto cose (Biblioteca Universale Rizzoli, 2008 ), La storia siamo noi ( Neri Pozza, 2008 ).
En 2014 colaboró en un proyecto cinematográfico, y en 2015 ganó el premio Strega con el libro La ferocia, publicado también por Einaudi.
Hasta 2017 dirigió nichel, la columna de literatura italiana de mínimo fax. Desde 2010 es uno de los presentadores de Pagina3, una revista diaria de temas culturales emitida por Rai Radio 3.
Desde 2017, es el director editorial de la Feria Internacional del Libro de Turín .
En 2020 publicó el libro La città dei vivi, que ganó el Premio Internacional Bottari Lattes Grinzane en 2021.

## Obras

### Novela
- Tre sistemi per sbarazzarsi di Tolstoj (senza risparmiare sé stessi), minimum fax, Roma, 2001, ISBN 88-87765-39-1.
- Occidente per principianti, collana Supercoralli, Einaudi, Torino, 2004, ISBN 978-88-061-6760-8.
- Riportando tutto a casa, collana Supercoralli, Einaudi, Torino, 2009, ISBN 978-88-061-9712-4.
- La ferocia, collana Supercoralli, Einaudi, Torino, 2014, ISBN 978-88-062-1456-2.
- La città dei vivi, collana Supercoralli, Einaudi, Torino, 2020, ISBN 978-88-062-3333-4.

#### Novelas en colaboración
- Route 66, bajo el pseudónimo Aldo Dieci (con Andrea Piva), Castelvecchi, Roma, 1999, ISBN 8882101282.[5]
- 2005 Dopo Cristo, bajo el pseudónimo Babette Factory (con Francesco Longo, Francesco Pacifico y Christian Raimo), Einaudi Stile Libero, Roma, 2005, ISBN 9788806176198.

### Cuentos
- Fine della violenza, Psiche e Aurora, 2005, ISBN 978-88-898-7500-1. 2ª ed. :duepunti Edizioni, 2010, ISBN 978-88-899-8746-9.
- Bari. Dieci anni, en Stefania Scateni, Periferie. Viaggio ai margini delle città, Laterza, Roma-Bari, 2006, ISBN 978-88-420-8053-4.
- Un altro nuotatore, Feltrinelli, Milán, 2012, ISBN 978-88-588-5040-4.
- Spaghetti cozze e vongole, Slow Food, Milán, 2012, ISBN 978-88-849-9291-8.
- I miei genitori, Einaudi, Turín, 2013, ISBN 978-88-584-0756-1.
- Esquilino. Tre ricognizioni, Edizioni dell'Asino, Roma, 2017, ISBN 978-88-635-7134-9.

### Ensayo
- Babbo Natale. Dove si racconta come la Coca-Cola ha plasmato il nostro immaginario, collana Le terre, Fazi, Roma 2005, ISBN 978-88-811-2693-4.
- Il caso Puglia. Un diverso Mezzogiorno (con Alessandro Leogrande y Mario Desiati), Edizioni dell'Asino, 2010. ISBN 978-88-635-7042-7.
- Il ritratto del lettore da giovane, Colti, 2018, ISBN 978-88-944-0410-4.